# Nils Odhner
Nils Hjalmar Odhner, född 6 december 1884 i Klara församling, Stockholm, död 12 juni 1973 i Danderyds församling, Stockholms län
., var en svensk zoolog (malakolog). Fil lic 1910, fil dr 1912. Han var från 1904 anställd vid Naturhistoriska riksmuseets evertebratavdelning, där han befordrades till eo assistent 1914, assistent 1915 och museiassistent 1926 samt var professor och föreståndare 1946–49. Han publicerade ett hundratal skrifter och var landets främste molluskforskare. Han blev 1946 ledamot av Vetenskapsakademien och 1950 av Fysiografiska sällskapet i Lund.
Riddare av Kungl. Vasaorden (RVO) 1934
Riddare av Kungl. Nordstjärneorden (RNO) 1950 
Odhner beskrev följande djurarter:
- Actaea superciliaris

Han var far till Bengt Odhner.